# John Inman
Frederick John Inman (* 28. Juni 1935 in Preston, Lancashire; † 8. März 2007 in Paddington, London) war ein britischer Komiker und Schauspieler.

## Leben
Inman besuchte das Claridge House in Preston. Er war als Schauspieler und Komiker in verschiedenen Film- und Fernsehrollen im Vereinigten Königreich tätig. Durch seine Rolle des Mr. Humphries in der Fernsehserie Are You Being Served? erlangte er im Vereinigten Königreich nationale Bekanntheit. Sein langjähriger Lebenspartner war Ron Lynch.

## Filmografie (Auswahl)

### Fernsehen
| Jahr    | Titel                    | Rolle                 | Anmerkungen |
| ------- | ------------------------ | --------------------- | ----------- |
| 1965    | A Slight Case of...      | -                     | eine Folge  |
| 1966    | Hugh and I               | -                     | zwei Folgen |
| 1970    | Two in Clover            | Bowler                | eine Folge  |
| 1972–85 | Are You Being Served?    | Mr. Humphries         | 69 Folgen   |
| 1977    | Odd Man Out              | Neville Sutcliffe     | 7 Folgen    |
| 1980–81 | Are You Being Served?    | Mr. Humphries         | 16 Folgen   |
| 1981    | Take a Letter, Mr. Jones | Graham Jones          | 6 Folgen    |
| 1989    | Family Fortunes          | Fanny the Ugly Sister | eine Folge  |
| 1992–93 | Grace & Favour           | Mr. Humphries         | 12 Folgen   |
| 1995    | Call up the Stars        | Frank Randle          | TV-Film     |
| 1999    | French and Saunders      | Darth Sid             | eine Folge  |
| 2000    | Full Mountie             | Tailor                | eine Folge  |
| 2004    | Revolver                 | The Antiques Dealer   | 5 Folgen    |
| 2004    | Doctors                  | Teddy                 | eine Folge  |